# Aggborough Stadium

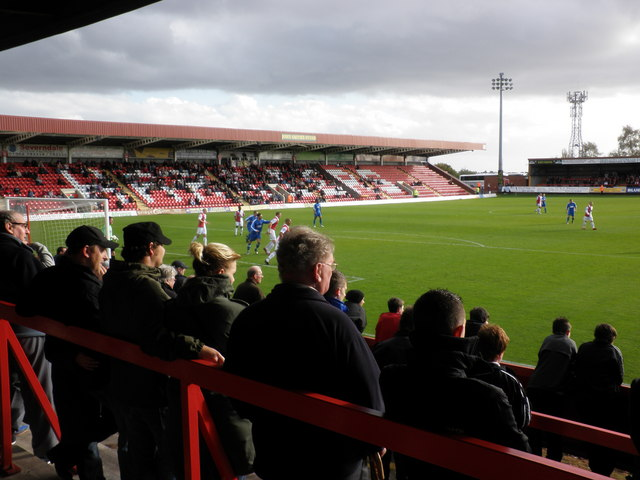
Aggborough Stadium

Aggborough Stadium är en fotbollsarena i Kidderminster i England. Den kan för närvarande ta 6 238 åskådare och är hemmaplan för Kidderminster Harriers FC.
Publikrekordet är på 9 155 åskådare, vilket sattes i en match mellan Harriers och  Hereford United i FA-cupen 1948.